# Orgeval (Yvelines)
Orgeval – miejscowość i gmina we Francji, w regionie Île-de-France, w departamencie Yvelines.
Według danych na rok 1990 gminę zamieszkiwało 4509 osób, a gęstość zaludnienia wynosiła 294 osób/km² (wśród 1287 gmin regionu Île-de-France Orgeval plasuje się na 346. miejscu pod względem liczby ludności, natomiast pod względem powierzchni na miejscu 161.).